# 峰かずこ
峰 かずこ（みね かずこ、4月3日 - ）は、日本の女性声優。東京都出身。ムーブマン所属。

## 人物
趣味は読書、ダンス、散歩。特技は太極拳。

## 出演

### テレビアニメ
- 銀魂゜（2015年、たばこ屋のバーさん[2]）
- ヘボット!（2016年、ズラズーラ[2]）

### 劇場アニメ
- この世界の片隅に（2016年）

### ゲーム
- ファイトリーグ（誘引兵器 OKOTA[3]）
- シェンムーIII（葉秀玉 他)

### 吹き替え
- アガサ・クリスティー ミス・マープル
  - 予告殺人（ミス・マーガトロイト）
  - 鏡は横にひび割れて（ヘザー）
  - 魔術の殺人（ミルドレッド）
  - ポケットにライ麦を（ジェニファー）
  - 牧師館の殺人（女）
- オール・ザット!
- キムチ 〜不朽の名作〜（チャン・スンジン[2]）
- クイーンズ・ギャンビット
- グッド・ワイフ（リタ・ネヴィス、シムラン）
- クリミナル・マインド FBI行動分析課（ノーマ）
- 恋するインターン（ジュリア）
- 荒野の用心棒
- 真実（ヒョヌの母）
- 世界にひとつのプレイブック（ドロレス[2]）
- 戦火の勇気（母親）
- 鮮血ピエロの惨劇（レナードの母役）
- チャップリン・ザ・ルーツ
- ディセンダント（リア王妃[2]）
- ナイトシフト 真夜中の救命医（フランクリン夫人）
- 夏休みのレモネード（エスター）
- ネブラスカ　ふたつの心をつなぐ旅（マーサ[2]）
- ノー・セカンドチャンス〜身代金の罠〜（クリスティーヌ・ランベール[2]）
- ノック・ノック（ヴィヴィアン[2]）
- ビッグ 〜愛は奇跡〜（イ・ギョンミ[2]）
- ミッシング -サイキック捜査官-（ラーキン夫人）
- レクイエム～最後の銃弾～（ワイの母[2]）
- ロー&オーダー（陪審員）

### ボイスオーバー
- 地球ドラマチック「コロッセオで大実験!世界遺産の舞台裏」